# X论文

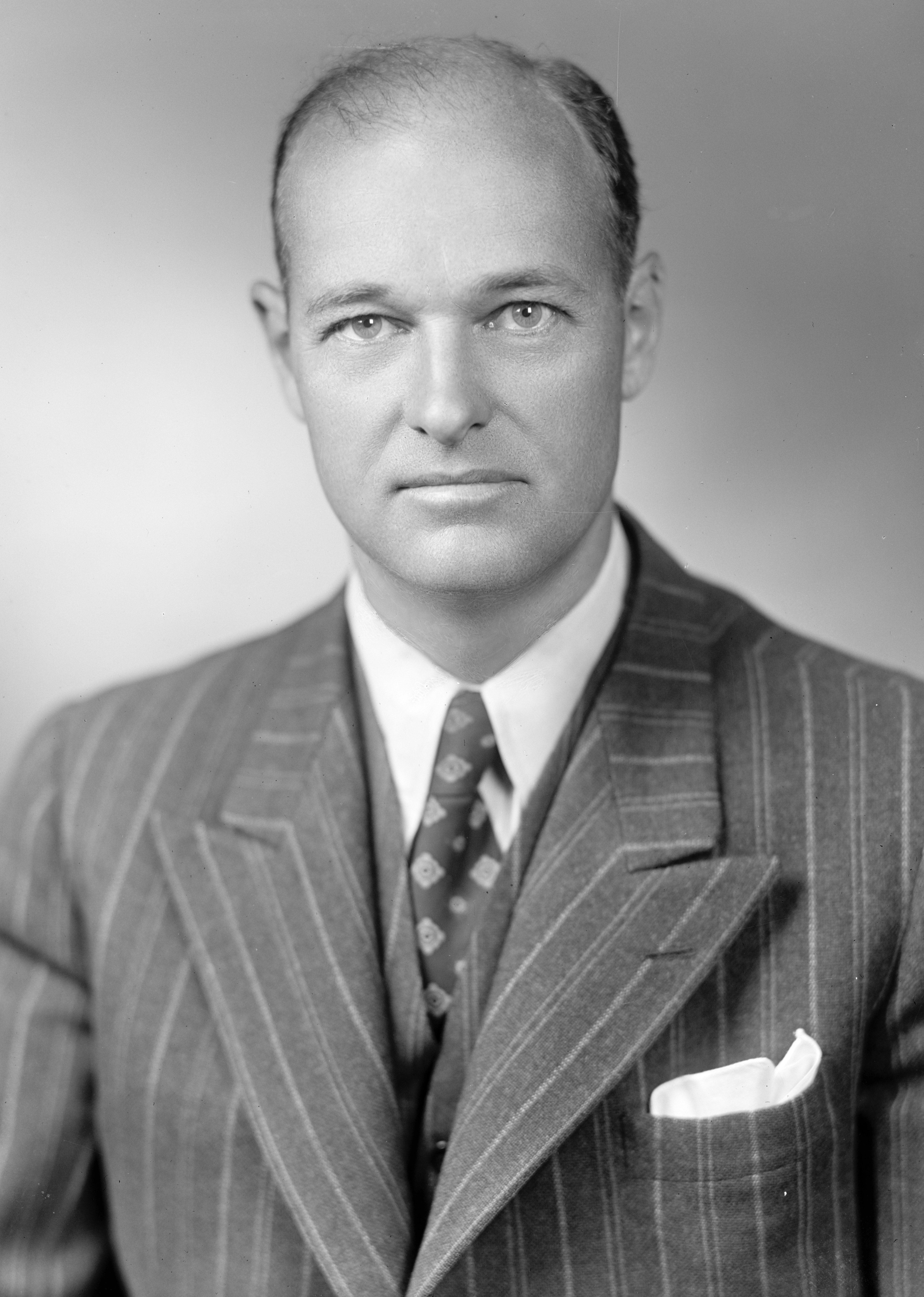
乔治·凯南，摄于1947年，即发表X论文的那一年

X论文（英語：X Article）正式标题为“蘇聯行為的根源”，也称做“长电报”（Long Telegram），是美国外交家乔治·凯南化名为X先生撰写的一篇文章，1947年7月发表于外交杂志。乔治·凯南于1944年至1946年间担任美国驻苏联外交使团副团长，他在文章中倡导遏制苏联和强烈的反共主義政策。

## 背景
1945年7月乔治·凯南重新加入美国驻莫斯科大使馆，担任代办一职。尽管他本人对苏联体制持批评态度，但当时美国国务院内部对苏联却是友好态度，因为苏联在反对纳粹德国的战争中是极为重要的盟友。
1946年2月，美国财政部询问美国驻莫斯科大使馆，为何苏联不支持新近成立的世界银行和国际货币基金组织。作为回复，凯南撰写了长电报，概述了他对苏联的看法。凯南认为，苏联对世界的看法源自传统的“俄罗斯的不安全感”，文章于1946年2月22日到达华盛顿，其中最著名的一段为：尽管苏联不受理性逻辑的影响，但对武力逻辑高度敏感。

## 克利福德-埃尔西报告
1946年7月，美国总统杜鲁门邀请他的高级顾问克拉克·克利福德准备一份关于苏联关系的报告，该报告将详细说明苏联漠视战后协议的情况。在乔治·埃尔西的协助下，克拉克·克利福德开始着手撰写报告，将长电报的内容进行分析并转化为具体政策建议，并于1946年9月24日将《美国与苏联的关系》报告提交给总统。
克利福德-埃尔西报告首次提出了限制和遏制苏联影响的建议。

## X论文来源
蘇聯行為的根源始于1947年1月为国防部长詹姆斯·福里斯特尔准备的一份私人报告，并未打算将其作为公共文档。然而，在外交杂志编辑的催促下，凯南在获得福里斯特尔许可后，化名“X先生”发表该文章。这篇文章在发表时，并非是表达政府官方对苏联的看法，但当作者为乔治·凯南的身份被披露后，文章就与官方政策产生了联系，包括国务卿乔治·卡特莱特·马歇尔等人对批准文章出版产生了质疑。